# Antonio Bottacchi
Antonio Bottacchi (Algeri, 16 aprile 1900 – Cannero Riviera, 22 dicembre 1969) è stato un compositore di scacchi italiano.
Si impose all'attenzione vincendo diversi concorsi della rivista Good Companion per problemi in due e tre mosse. Compose oltre 400 problemi, di cui quasi un centinaio premiati. Era dotato di grande originalità di idee e notevole tecnica costruttiva.
Oscar Bonivento ha scritto recentemente su di lui il libro Realismo e Romanticismo nell'arte problemistica di Antonio Bottacchi, in 432 problemi commentati (edizione stampata in 150 copie numerate, Bologna 2005).
Il problema a sinistra, un classico della seminchiodatura, vinse il primo premio in un concorso dedicato al problemista americano D. J. Densmore (1867-1917), genero di Sam Loyd. Il problema a destra è un « task », composizione in cui vengono sfruttate al massimo le potenzialità dei pezzi.
|   | a | b | c | d | e | f | g | h |   |
| 8 | d8 donna del nero · h8 torre del nero · e7 alfiere del bianco · f6 cavallo del nero · g6 torre del bianco · a5 pedone del nero · e5 donna del bianco · f5 alfiere del bianco · g5 alfiere del nero · a4 torre del nero · h4 re del nero · e3 pedone del nero · g3 cavallo del bianco · h3 pedone del bianco · d1 cavallo del nero · g1 re del bianco · h1 torre del bianco | d8 donna del nero · h8 torre del nero · e7 alfiere del bianco · f6 cavallo del nero · g6 torre del bianco · a5 pedone del nero · e5 donna del bianco · f5 alfiere del bianco · g5 alfiere del nero · a4 torre del nero · h4 re del nero · e3 pedone del nero · g3 cavallo del bianco · h3 pedone del bianco · d1 cavallo del nero · g1 re del bianco · h1 torre del bianco | d8 donna del nero · h8 torre del nero · e7 alfiere del bianco · f6 cavallo del nero · g6 torre del bianco · a5 pedone del nero · e5 donna del bianco · f5 alfiere del bianco · g5 alfiere del nero · a4 torre del nero · h4 re del nero · e3 pedone del nero · g3 cavallo del bianco · h3 pedone del bianco · d1 cavallo del nero · g1 re del bianco · h1 torre del bianco | d8 donna del nero · h8 torre del nero · e7 alfiere del bianco · f6 cavallo del nero · g6 torre del bianco · a5 pedone del nero · e5 donna del bianco · f5 alfiere del bianco · g5 alfiere del nero · a4 torre del nero · h4 re del nero · e3 pedone del nero · g3 cavallo del bianco · h3 pedone del bianco · d1 cavallo del nero · g1 re del bianco · h1 torre del bianco | d8 donna del nero · h8 torre del nero · e7 alfiere del bianco · f6 cavallo del nero · g6 torre del bianco · a5 pedone del nero · e5 donna del bianco · f5 alfiere del bianco · g5 alfiere del nero · a4 torre del nero · h4 re del nero · e3 pedone del nero · g3 cavallo del bianco · h3 pedone del bianco · d1 cavallo del nero · g1 re del bianco · h1 torre del bianco | d8 donna del nero · h8 torre del nero · e7 alfiere del bianco · f6 cavallo del nero · g6 torre del bianco · a5 pedone del nero · e5 donna del bianco · f5 alfiere del bianco · g5 alfiere del nero · a4 torre del nero · h4 re del nero · e3 pedone del nero · g3 cavallo del bianco · h3 pedone del bianco · d1 cavallo del nero · g1 re del bianco · h1 torre del bianco | d8 donna del nero · h8 torre del nero · e7 alfiere del bianco · f6 cavallo del nero · g6 torre del bianco · a5 pedone del nero · e5 donna del bianco · f5 alfiere del bianco · g5 alfiere del nero · a4 torre del nero · h4 re del nero · e3 pedone del nero · g3 cavallo del bianco · h3 pedone del bianco · d1 cavallo del nero · g1 re del bianco · h1 torre del bianco | d8 donna del nero · h8 torre del nero · e7 alfiere del bianco · f6 cavallo del nero · g6 torre del bianco · a5 pedone del nero · e5 donna del bianco · f5 alfiere del bianco · g5 alfiere del nero · a4 torre del nero · h4 re del nero · e3 pedone del nero · g3 cavallo del bianco · h3 pedone del bianco · d1 cavallo del nero · g1 re del bianco · h1 torre del bianco | 8 |
| 7 | d8 donna del nero · h8 torre del nero · e7 alfiere del bianco · f6 cavallo del nero · g6 torre del bianco · a5 pedone del nero · e5 donna del bianco · f5 alfiere del bianco · g5 alfiere del nero · a4 torre del nero · h4 re del nero · e3 pedone del nero · g3 cavallo del bianco · h3 pedone del bianco · d1 cavallo del nero · g1 re del bianco · h1 torre del bianco | d8 donna del nero · h8 torre del nero · e7 alfiere del bianco · f6 cavallo del nero · g6 torre del bianco · a5 pedone del nero · e5 donna del bianco · f5 alfiere del bianco · g5 alfiere del nero · a4 torre del nero · h4 re del nero · e3 pedone del nero · g3 cavallo del bianco · h3 pedone del bianco · d1 cavallo del nero · g1 re del bianco · h1 torre del bianco | d8 donna del nero · h8 torre del nero · e7 alfiere del bianco · f6 cavallo del nero · g6 torre del bianco · a5 pedone del nero · e5 donna del bianco · f5 alfiere del bianco · g5 alfiere del nero · a4 torre del nero · h4 re del nero · e3 pedone del nero · g3 cavallo del bianco · h3 pedone del bianco · d1 cavallo del nero · g1 re del bianco · h1 torre del bianco | d8 donna del nero · h8 torre del nero · e7 alfiere del bianco · f6 cavallo del nero · g6 torre del bianco · a5 pedone del nero · e5 donna del bianco · f5 alfiere del bianco · g5 alfiere del nero · a4 torre del nero · h4 re del nero · e3 pedone del nero · g3 cavallo del bianco · h3 pedone del bianco · d1 cavallo del nero · g1 re del bianco · h1 torre del bianco | d8 donna del nero · h8 torre del nero · e7 alfiere del bianco · f6 cavallo del nero · g6 torre del bianco · a5 pedone del nero · e5 donna del bianco · f5 alfiere del bianco · g5 alfiere del nero · a4 torre del nero · h4 re del nero · e3 pedone del nero · g3 cavallo del bianco · h3 pedone del bianco · d1 cavallo del nero · g1 re del bianco · h1 torre del bianco | d8 donna del nero · h8 torre del nero · e7 alfiere del bianco · f6 cavallo del nero · g6 torre del bianco · a5 pedone del nero · e5 donna del bianco · f5 alfiere del bianco · g5 alfiere del nero · a4 torre del nero · h4 re del nero · e3 pedone del nero · g3 cavallo del bianco · h3 pedone del bianco · d1 cavallo del nero · g1 re del bianco · h1 torre del bianco | d8 donna del nero · h8 torre del nero · e7 alfiere del bianco · f6 cavallo del nero · g6 torre del bianco · a5 pedone del nero · e5 donna del bianco · f5 alfiere del bianco · g5 alfiere del nero · a4 torre del nero · h4 re del nero · e3 pedone del nero · g3 cavallo del bianco · h3 pedone del bianco · d1 cavallo del nero · g1 re del bianco · h1 torre del bianco | d8 donna del nero · h8 torre del nero · e7 alfiere del bianco · f6 cavallo del nero · g6 torre del bianco · a5 pedone del nero · e5 donna del bianco · f5 alfiere del bianco · g5 alfiere del nero · a4 torre del nero · h4 re del nero · e3 pedone del nero · g3 cavallo del bianco · h3 pedone del bianco · d1 cavallo del nero · g1 re del bianco · h1 torre del bianco | 7 |
| 6 | d8 donna del nero · h8 torre del nero · e7 alfiere del bianco · f6 cavallo del nero · g6 torre del bianco · a5 pedone del nero · e5 donna del bianco · f5 alfiere del bianco · g5 alfiere del nero · a4 torre del nero · h4 re del nero · e3 pedone del nero · g3 cavallo del bianco · h3 pedone del bianco · d1 cavallo del nero · g1 re del bianco · h1 torre del bianco | d8 donna del nero · h8 torre del nero · e7 alfiere del bianco · f6 cavallo del nero · g6 torre del bianco · a5 pedone del nero · e5 donna del bianco · f5 alfiere del bianco · g5 alfiere del nero · a4 torre del nero · h4 re del nero · e3 pedone del nero · g3 cavallo del bianco · h3 pedone del bianco · d1 cavallo del nero · g1 re del bianco · h1 torre del bianco | d8 donna del nero · h8 torre del nero · e7 alfiere del bianco · f6 cavallo del nero · g6 torre del bianco · a5 pedone del nero · e5 donna del bianco · f5 alfiere del bianco · g5 alfiere del nero · a4 torre del nero · h4 re del nero · e3 pedone del nero · g3 cavallo del bianco · h3 pedone del bianco · d1 cavallo del nero · g1 re del bianco · h1 torre del bianco | d8 donna del nero · h8 torre del nero · e7 alfiere del bianco · f6 cavallo del nero · g6 torre del bianco · a5 pedone del nero · e5 donna del bianco · f5 alfiere del bianco · g5 alfiere del nero · a4 torre del nero · h4 re del nero · e3 pedone del nero · g3 cavallo del bianco · h3 pedone del bianco · d1 cavallo del nero · g1 re del bianco · h1 torre del bianco | d8 donna del nero · h8 torre del nero · e7 alfiere del bianco · f6 cavallo del nero · g6 torre del bianco · a5 pedone del nero · e5 donna del bianco · f5 alfiere del bianco · g5 alfiere del nero · a4 torre del nero · h4 re del nero · e3 pedone del nero · g3 cavallo del bianco · h3 pedone del bianco · d1 cavallo del nero · g1 re del bianco · h1 torre del bianco | d8 donna del nero · h8 torre del nero · e7 alfiere del bianco · f6 cavallo del nero · g6 torre del bianco · a5 pedone del nero · e5 donna del bianco · f5 alfiere del bianco · g5 alfiere del nero · a4 torre del nero · h4 re del nero · e3 pedone del nero · g3 cavallo del bianco · h3 pedone del bianco · d1 cavallo del nero · g1 re del bianco · h1 torre del bianco | d8 donna del nero · h8 torre del nero · e7 alfiere del bianco · f6 cavallo del nero · g6 torre del bianco · a5 pedone del nero · e5 donna del bianco · f5 alfiere del bianco · g5 alfiere del nero · a4 torre del nero · h4 re del nero · e3 pedone del nero · g3 cavallo del bianco · h3 pedone del bianco · d1 cavallo del nero · g1 re del bianco · h1 torre del bianco | d8 donna del nero · h8 torre del nero · e7 alfiere del bianco · f6 cavallo del nero · g6 torre del bianco · a5 pedone del nero · e5 donna del bianco · f5 alfiere del bianco · g5 alfiere del nero · a4 torre del nero · h4 re del nero · e3 pedone del nero · g3 cavallo del bianco · h3 pedone del bianco · d1 cavallo del nero · g1 re del bianco · h1 torre del bianco | 6 |
| 5 | d8 donna del nero · h8 torre del nero · e7 alfiere del bianco · f6 cavallo del nero · g6 torre del bianco · a5 pedone del nero · e5 donna del bianco · f5 alfiere del bianco · g5 alfiere del nero · a4 torre del nero · h4 re del nero · e3 pedone del nero · g3 cavallo del bianco · h3 pedone del bianco · d1 cavallo del nero · g1 re del bianco · h1 torre del bianco | d8 donna del nero · h8 torre del nero · e7 alfiere del bianco · f6 cavallo del nero · g6 torre del bianco · a5 pedone del nero · e5 donna del bianco · f5 alfiere del bianco · g5 alfiere del nero · a4 torre del nero · h4 re del nero · e3 pedone del nero · g3 cavallo del bianco · h3 pedone del bianco · d1 cavallo del nero · g1 re del bianco · h1 torre del bianco | d8 donna del nero · h8 torre del nero · e7 alfiere del bianco · f6 cavallo del nero · g6 torre del bianco · a5 pedone del nero · e5 donna del bianco · f5 alfiere del bianco · g5 alfiere del nero · a4 torre del nero · h4 re del nero · e3 pedone del nero · g3 cavallo del bianco · h3 pedone del bianco · d1 cavallo del nero · g1 re del bianco · h1 torre del bianco | d8 donna del nero · h8 torre del nero · e7 alfiere del bianco · f6 cavallo del nero · g6 torre del bianco · a5 pedone del nero · e5 donna del bianco · f5 alfiere del bianco · g5 alfiere del nero · a4 torre del nero · h4 re del nero · e3 pedone del nero · g3 cavallo del bianco · h3 pedone del bianco · d1 cavallo del nero · g1 re del bianco · h1 torre del bianco | d8 donna del nero · h8 torre del nero · e7 alfiere del bianco · f6 cavallo del nero · g6 torre del bianco · a5 pedone del nero · e5 donna del bianco · f5 alfiere del bianco · g5 alfiere del nero · a4 torre del nero · h4 re del nero · e3 pedone del nero · g3 cavallo del bianco · h3 pedone del bianco · d1 cavallo del nero · g1 re del bianco · h1 torre del bianco | d8 donna del nero · h8 torre del nero · e7 alfiere del bianco · f6 cavallo del nero · g6 torre del bianco · a5 pedone del nero · e5 donna del bianco · f5 alfiere del bianco · g5 alfiere del nero · a4 torre del nero · h4 re del nero · e3 pedone del nero · g3 cavallo del bianco · h3 pedone del bianco · d1 cavallo del nero · g1 re del bianco · h1 torre del bianco | d8 donna del nero · h8 torre del nero · e7 alfiere del bianco · f6 cavallo del nero · g6 torre del bianco · a5 pedone del nero · e5 donna del bianco · f5 alfiere del bianco · g5 alfiere del nero · a4 torre del nero · h4 re del nero · e3 pedone del nero · g3 cavallo del bianco · h3 pedone del bianco · d1 cavallo del nero · g1 re del bianco · h1 torre del bianco | d8 donna del nero · h8 torre del nero · e7 alfiere del bianco · f6 cavallo del nero · g6 torre del bianco · a5 pedone del nero · e5 donna del bianco · f5 alfiere del bianco · g5 alfiere del nero · a4 torre del nero · h4 re del nero · e3 pedone del nero · g3 cavallo del bianco · h3 pedone del bianco · d1 cavallo del nero · g1 re del bianco · h1 torre del bianco | 5 |
| 4 | d8 donna del nero · h8 torre del nero · e7 alfiere del bianco · f6 cavallo del nero · g6 torre del bianco · a5 pedone del nero · e5 donna del bianco · f5 alfiere del bianco · g5 alfiere del nero · a4 torre del nero · h4 re del nero · e3 pedone del nero · g3 cavallo del bianco · h3 pedone del bianco · d1 cavallo del nero · g1 re del bianco · h1 torre del bianco | d8 donna del nero · h8 torre del nero · e7 alfiere del bianco · f6 cavallo del nero · g6 torre del bianco · a5 pedone del nero · e5 donna del bianco · f5 alfiere del bianco · g5 alfiere del nero · a4 torre del nero · h4 re del nero · e3 pedone del nero · g3 cavallo del bianco · h3 pedone del bianco · d1 cavallo del nero · g1 re del bianco · h1 torre del bianco | d8 donna del nero · h8 torre del nero · e7 alfiere del bianco · f6 cavallo del nero · g6 torre del bianco · a5 pedone del nero · e5 donna del bianco · f5 alfiere del bianco · g5 alfiere del nero · a4 torre del nero · h4 re del nero · e3 pedone del nero · g3 cavallo del bianco · h3 pedone del bianco · d1 cavallo del nero · g1 re del bianco · h1 torre del bianco | d8 donna del nero · h8 torre del nero · e7 alfiere del bianco · f6 cavallo del nero · g6 torre del bianco · a5 pedone del nero · e5 donna del bianco · f5 alfiere del bianco · g5 alfiere del nero · a4 torre del nero · h4 re del nero · e3 pedone del nero · g3 cavallo del bianco · h3 pedone del bianco · d1 cavallo del nero · g1 re del bianco · h1 torre del bianco | d8 donna del nero · h8 torre del nero · e7 alfiere del bianco · f6 cavallo del nero · g6 torre del bianco · a5 pedone del nero · e5 donna del bianco · f5 alfiere del bianco · g5 alfiere del nero · a4 torre del nero · h4 re del nero · e3 pedone del nero · g3 cavallo del bianco · h3 pedone del bianco · d1 cavallo del nero · g1 re del bianco · h1 torre del bianco | d8 donna del nero · h8 torre del nero · e7 alfiere del bianco · f6 cavallo del nero · g6 torre del bianco · a5 pedone del nero · e5 donna del bianco · f5 alfiere del bianco · g5 alfiere del nero · a4 torre del nero · h4 re del nero · e3 pedone del nero · g3 cavallo del bianco · h3 pedone del bianco · d1 cavallo del nero · g1 re del bianco · h1 torre del bianco | d8 donna del nero · h8 torre del nero · e7 alfiere del bianco · f6 cavallo del nero · g6 torre del bianco · a5 pedone del nero · e5 donna del bianco · f5 alfiere del bianco · g5 alfiere del nero · a4 torre del nero · h4 re del nero · e3 pedone del nero · g3 cavallo del bianco · h3 pedone del bianco · d1 cavallo del nero · g1 re del bianco · h1 torre del bianco | d8 donna del nero · h8 torre del nero · e7 alfiere del bianco · f6 cavallo del nero · g6 torre del bianco · a5 pedone del nero · e5 donna del bianco · f5 alfiere del bianco · g5 alfiere del nero · a4 torre del nero · h4 re del nero · e3 pedone del nero · g3 cavallo del bianco · h3 pedone del bianco · d1 cavallo del nero · g1 re del bianco · h1 torre del bianco | 4 |
| 3 | d8 donna del nero · h8 torre del nero · e7 alfiere del bianco · f6 cavallo del nero · g6 torre del bianco · a5 pedone del nero · e5 donna del bianco · f5 alfiere del bianco · g5 alfiere del nero · a4 torre del nero · h4 re del nero · e3 pedone del nero · g3 cavallo del bianco · h3 pedone del bianco · d1 cavallo del nero · g1 re del bianco · h1 torre del bianco | d8 donna del nero · h8 torre del nero · e7 alfiere del bianco · f6 cavallo del nero · g6 torre del bianco · a5 pedone del nero · e5 donna del bianco · f5 alfiere del bianco · g5 alfiere del nero · a4 torre del nero · h4 re del nero · e3 pedone del nero · g3 cavallo del bianco · h3 pedone del bianco · d1 cavallo del nero · g1 re del bianco · h1 torre del bianco | d8 donna del nero · h8 torre del nero · e7 alfiere del bianco · f6 cavallo del nero · g6 torre del bianco · a5 pedone del nero · e5 donna del bianco · f5 alfiere del bianco · g5 alfiere del nero · a4 torre del nero · h4 re del nero · e3 pedone del nero · g3 cavallo del bianco · h3 pedone del bianco · d1 cavallo del nero · g1 re del bianco · h1 torre del bianco | d8 donna del nero · h8 torre del nero · e7 alfiere del bianco · f6 cavallo del nero · g6 torre del bianco · a5 pedone del nero · e5 donna del bianco · f5 alfiere del bianco · g5 alfiere del nero · a4 torre del nero · h4 re del nero · e3 pedone del nero · g3 cavallo del bianco · h3 pedone del bianco · d1 cavallo del nero · g1 re del bianco · h1 torre del bianco | d8 donna del nero · h8 torre del nero · e7 alfiere del bianco · f6 cavallo del nero · g6 torre del bianco · a5 pedone del nero · e5 donna del bianco · f5 alfiere del bianco · g5 alfiere del nero · a4 torre del nero · h4 re del nero · e3 pedone del nero · g3 cavallo del bianco · h3 pedone del bianco · d1 cavallo del nero · g1 re del bianco · h1 torre del bianco | d8 donna del nero · h8 torre del nero · e7 alfiere del bianco · f6 cavallo del nero · g6 torre del bianco · a5 pedone del nero · e5 donna del bianco · f5 alfiere del bianco · g5 alfiere del nero · a4 torre del nero · h4 re del nero · e3 pedone del nero · g3 cavallo del bianco · h3 pedone del bianco · d1 cavallo del nero · g1 re del bianco · h1 torre del bianco | d8 donna del nero · h8 torre del nero · e7 alfiere del bianco · f6 cavallo del nero · g6 torre del bianco · a5 pedone del nero · e5 donna del bianco · f5 alfiere del bianco · g5 alfiere del nero · a4 torre del nero · h4 re del nero · e3 pedone del nero · g3 cavallo del bianco · h3 pedone del bianco · d1 cavallo del nero · g1 re del bianco · h1 torre del bianco | d8 donna del nero · h8 torre del nero · e7 alfiere del bianco · f6 cavallo del nero · g6 torre del bianco · a5 pedone del nero · e5 donna del bianco · f5 alfiere del bianco · g5 alfiere del nero · a4 torre del nero · h4 re del nero · e3 pedone del nero · g3 cavallo del bianco · h3 pedone del bianco · d1 cavallo del nero · g1 re del bianco · h1 torre del bianco | 3 |
| 2 | d8 donna del nero · h8 torre del nero · e7 alfiere del bianco · f6 cavallo del nero · g6 torre del bianco · a5 pedone del nero · e5 donna del bianco · f5 alfiere del bianco · g5 alfiere del nero · a4 torre del nero · h4 re del nero · e3 pedone del nero · g3 cavallo del bianco · h3 pedone del bianco · d1 cavallo del nero · g1 re del bianco · h1 torre del bianco | d8 donna del nero · h8 torre del nero · e7 alfiere del bianco · f6 cavallo del nero · g6 torre del bianco · a5 pedone del nero · e5 donna del bianco · f5 alfiere del bianco · g5 alfiere del nero · a4 torre del nero · h4 re del nero · e3 pedone del nero · g3 cavallo del bianco · h3 pedone del bianco · d1 cavallo del nero · g1 re del bianco · h1 torre del bianco | d8 donna del nero · h8 torre del nero · e7 alfiere del bianco · f6 cavallo del nero · g6 torre del bianco · a5 pedone del nero · e5 donna del bianco · f5 alfiere del bianco · g5 alfiere del nero · a4 torre del nero · h4 re del nero · e3 pedone del nero · g3 cavallo del bianco · h3 pedone del bianco · d1 cavallo del nero · g1 re del bianco · h1 torre del bianco | d8 donna del nero · h8 torre del nero · e7 alfiere del bianco · f6 cavallo del nero · g6 torre del bianco · a5 pedone del nero · e5 donna del bianco · f5 alfiere del bianco · g5 alfiere del nero · a4 torre del nero · h4 re del nero · e3 pedone del nero · g3 cavallo del bianco · h3 pedone del bianco · d1 cavallo del nero · g1 re del bianco · h1 torre del bianco | d8 donna del nero · h8 torre del nero · e7 alfiere del bianco · f6 cavallo del nero · g6 torre del bianco · a5 pedone del nero · e5 donna del bianco · f5 alfiere del bianco · g5 alfiere del nero · a4 torre del nero · h4 re del nero · e3 pedone del nero · g3 cavallo del bianco · h3 pedone del bianco · d1 cavallo del nero · g1 re del bianco · h1 torre del bianco | d8 donna del nero · h8 torre del nero · e7 alfiere del bianco · f6 cavallo del nero · g6 torre del bianco · a5 pedone del nero · e5 donna del bianco · f5 alfiere del bianco · g5 alfiere del nero · a4 torre del nero · h4 re del nero · e3 pedone del nero · g3 cavallo del bianco · h3 pedone del bianco · d1 cavallo del nero · g1 re del bianco · h1 torre del bianco | d8 donna del nero · h8 torre del nero · e7 alfiere del bianco · f6 cavallo del nero · g6 torre del bianco · a5 pedone del nero · e5 donna del bianco · f5 alfiere del bianco · g5 alfiere del nero · a4 torre del nero · h4 re del nero · e3 pedone del nero · g3 cavallo del bianco · h3 pedone del bianco · d1 cavallo del nero · g1 re del bianco · h1 torre del bianco | d8 donna del nero · h8 torre del nero · e7 alfiere del bianco · f6 cavallo del nero · g6 torre del bianco · a5 pedone del nero · e5 donna del bianco · f5 alfiere del bianco · g5 alfiere del nero · a4 torre del nero · h4 re del nero · e3 pedone del nero · g3 cavallo del bianco · h3 pedone del bianco · d1 cavallo del nero · g1 re del bianco · h1 torre del bianco | 2 |
| 1 | d8 donna del nero · h8 torre del nero · e7 alfiere del bianco · f6 cavallo del nero · g6 torre del bianco · a5 pedone del nero · e5 donna del bianco · f5 alfiere del bianco · g5 alfiere del nero · a4 torre del nero · h4 re del nero · e3 pedone del nero · g3 cavallo del bianco · h3 pedone del bianco · d1 cavallo del nero · g1 re del bianco · h1 torre del bianco | d8 donna del nero · h8 torre del nero · e7 alfiere del bianco · f6 cavallo del nero · g6 torre del bianco · a5 pedone del nero · e5 donna del bianco · f5 alfiere del bianco · g5 alfiere del nero · a4 torre del nero · h4 re del nero · e3 pedone del nero · g3 cavallo del bianco · h3 pedone del bianco · d1 cavallo del nero · g1 re del bianco · h1 torre del bianco | d8 donna del nero · h8 torre del nero · e7 alfiere del bianco · f6 cavallo del nero · g6 torre del bianco · a5 pedone del nero · e5 donna del bianco · f5 alfiere del bianco · g5 alfiere del nero · a4 torre del nero · h4 re del nero · e3 pedone del nero · g3 cavallo del bianco · h3 pedone del bianco · d1 cavallo del nero · g1 re del bianco · h1 torre del bianco | d8 donna del nero · h8 torre del nero · e7 alfiere del bianco · f6 cavallo del nero · g6 torre del bianco · a5 pedone del nero · e5 donna del bianco · f5 alfiere del bianco · g5 alfiere del nero · a4 torre del nero · h4 re del nero · e3 pedone del nero · g3 cavallo del bianco · h3 pedone del bianco · d1 cavallo del nero · g1 re del bianco · h1 torre del bianco | d8 donna del nero · h8 torre del nero · e7 alfiere del bianco · f6 cavallo del nero · g6 torre del bianco · a5 pedone del nero · e5 donna del bianco · f5 alfiere del bianco · g5 alfiere del nero · a4 torre del nero · h4 re del nero · e3 pedone del nero · g3 cavallo del bianco · h3 pedone del bianco · d1 cavallo del nero · g1 re del bianco · h1 torre del bianco | d8 donna del nero · h8 torre del nero · e7 alfiere del bianco · f6 cavallo del nero · g6 torre del bianco · a5 pedone del nero · e5 donna del bianco · f5 alfiere del bianco · g5 alfiere del nero · a4 torre del nero · h4 re del nero · e3 pedone del nero · g3 cavallo del bianco · h3 pedone del bianco · d1 cavallo del nero · g1 re del bianco · h1 torre del bianco | d8 donna del nero · h8 torre del nero · e7 alfiere del bianco · f6 cavallo del nero · g6 torre del bianco · a5 pedone del nero · e5 donna del bianco · f5 alfiere del bianco · g5 alfiere del nero · a4 torre del nero · h4 re del nero · e3 pedone del nero · g3 cavallo del bianco · h3 pedone del bianco · d1 cavallo del nero · g1 re del bianco · h1 torre del bianco | d8 donna del nero · h8 torre del nero · e7 alfiere del bianco · f6 cavallo del nero · g6 torre del bianco · a5 pedone del nero · e5 donna del bianco · f5 alfiere del bianco · g5 alfiere del nero · a4 torre del nero · h4 re del nero · e3 pedone del nero · g3 cavallo del bianco · h3 pedone del bianco · d1 cavallo del nero · g1 re del bianco · h1 torre del bianco | 1 |
|   | a | b | c | d | e | f | g | h |   |

|   | a | b | c | d | e | f | g | h |   |
| 8 | b8 torre del bianco · c7 donna del bianco · a4 pedone del nero · d4 cavallo del bianco · a3 torre del nero · b3 alfiere del nero · c3 pedone del nero · d3 re del bianco · a2 pedone del nero · b2 pedone del nero · c2 pedone del nero · g2 pedone del nero · a1 torre del nero · b1 re del nero · c1 cavallo del bianco · g1 torre del bianco | b8 torre del bianco · c7 donna del bianco · a4 pedone del nero · d4 cavallo del bianco · a3 torre del nero · b3 alfiere del nero · c3 pedone del nero · d3 re del bianco · a2 pedone del nero · b2 pedone del nero · c2 pedone del nero · g2 pedone del nero · a1 torre del nero · b1 re del nero · c1 cavallo del bianco · g1 torre del bianco | b8 torre del bianco · c7 donna del bianco · a4 pedone del nero · d4 cavallo del bianco · a3 torre del nero · b3 alfiere del nero · c3 pedone del nero · d3 re del bianco · a2 pedone del nero · b2 pedone del nero · c2 pedone del nero · g2 pedone del nero · a1 torre del nero · b1 re del nero · c1 cavallo del bianco · g1 torre del bianco | b8 torre del bianco · c7 donna del bianco · a4 pedone del nero · d4 cavallo del bianco · a3 torre del nero · b3 alfiere del nero · c3 pedone del nero · d3 re del bianco · a2 pedone del nero · b2 pedone del nero · c2 pedone del nero · g2 pedone del nero · a1 torre del nero · b1 re del nero · c1 cavallo del bianco · g1 torre del bianco | b8 torre del bianco · c7 donna del bianco · a4 pedone del nero · d4 cavallo del bianco · a3 torre del nero · b3 alfiere del nero · c3 pedone del nero · d3 re del bianco · a2 pedone del nero · b2 pedone del nero · c2 pedone del nero · g2 pedone del nero · a1 torre del nero · b1 re del nero · c1 cavallo del bianco · g1 torre del bianco | b8 torre del bianco · c7 donna del bianco · a4 pedone del nero · d4 cavallo del bianco · a3 torre del nero · b3 alfiere del nero · c3 pedone del nero · d3 re del bianco · a2 pedone del nero · b2 pedone del nero · c2 pedone del nero · g2 pedone del nero · a1 torre del nero · b1 re del nero · c1 cavallo del bianco · g1 torre del bianco | b8 torre del bianco · c7 donna del bianco · a4 pedone del nero · d4 cavallo del bianco · a3 torre del nero · b3 alfiere del nero · c3 pedone del nero · d3 re del bianco · a2 pedone del nero · b2 pedone del nero · c2 pedone del nero · g2 pedone del nero · a1 torre del nero · b1 re del nero · c1 cavallo del bianco · g1 torre del bianco | b8 torre del bianco · c7 donna del bianco · a4 pedone del nero · d4 cavallo del bianco · a3 torre del nero · b3 alfiere del nero · c3 pedone del nero · d3 re del bianco · a2 pedone del nero · b2 pedone del nero · c2 pedone del nero · g2 pedone del nero · a1 torre del nero · b1 re del nero · c1 cavallo del bianco · g1 torre del bianco | 8 |
| 7 | b8 torre del bianco · c7 donna del bianco · a4 pedone del nero · d4 cavallo del bianco · a3 torre del nero · b3 alfiere del nero · c3 pedone del nero · d3 re del bianco · a2 pedone del nero · b2 pedone del nero · c2 pedone del nero · g2 pedone del nero · a1 torre del nero · b1 re del nero · c1 cavallo del bianco · g1 torre del bianco | b8 torre del bianco · c7 donna del bianco · a4 pedone del nero · d4 cavallo del bianco · a3 torre del nero · b3 alfiere del nero · c3 pedone del nero · d3 re del bianco · a2 pedone del nero · b2 pedone del nero · c2 pedone del nero · g2 pedone del nero · a1 torre del nero · b1 re del nero · c1 cavallo del bianco · g1 torre del bianco | b8 torre del bianco · c7 donna del bianco · a4 pedone del nero · d4 cavallo del bianco · a3 torre del nero · b3 alfiere del nero · c3 pedone del nero · d3 re del bianco · a2 pedone del nero · b2 pedone del nero · c2 pedone del nero · g2 pedone del nero · a1 torre del nero · b1 re del nero · c1 cavallo del bianco · g1 torre del bianco | b8 torre del bianco · c7 donna del bianco · a4 pedone del nero · d4 cavallo del bianco · a3 torre del nero · b3 alfiere del nero · c3 pedone del nero · d3 re del bianco · a2 pedone del nero · b2 pedone del nero · c2 pedone del nero · g2 pedone del nero · a1 torre del nero · b1 re del nero · c1 cavallo del bianco · g1 torre del bianco | b8 torre del bianco · c7 donna del bianco · a4 pedone del nero · d4 cavallo del bianco · a3 torre del nero · b3 alfiere del nero · c3 pedone del nero · d3 re del bianco · a2 pedone del nero · b2 pedone del nero · c2 pedone del nero · g2 pedone del nero · a1 torre del nero · b1 re del nero · c1 cavallo del bianco · g1 torre del bianco | b8 torre del bianco · c7 donna del bianco · a4 pedone del nero · d4 cavallo del bianco · a3 torre del nero · b3 alfiere del nero · c3 pedone del nero · d3 re del bianco · a2 pedone del nero · b2 pedone del nero · c2 pedone del nero · g2 pedone del nero · a1 torre del nero · b1 re del nero · c1 cavallo del bianco · g1 torre del bianco | b8 torre del bianco · c7 donna del bianco · a4 pedone del nero · d4 cavallo del bianco · a3 torre del nero · b3 alfiere del nero · c3 pedone del nero · d3 re del bianco · a2 pedone del nero · b2 pedone del nero · c2 pedone del nero · g2 pedone del nero · a1 torre del nero · b1 re del nero · c1 cavallo del bianco · g1 torre del bianco | b8 torre del bianco · c7 donna del bianco · a4 pedone del nero · d4 cavallo del bianco · a3 torre del nero · b3 alfiere del nero · c3 pedone del nero · d3 re del bianco · a2 pedone del nero · b2 pedone del nero · c2 pedone del nero · g2 pedone del nero · a1 torre del nero · b1 re del nero · c1 cavallo del bianco · g1 torre del bianco | 7 |
| 6 | b8 torre del bianco · c7 donna del bianco · a4 pedone del nero · d4 cavallo del bianco · a3 torre del nero · b3 alfiere del nero · c3 pedone del nero · d3 re del bianco · a2 pedone del nero · b2 pedone del nero · c2 pedone del nero · g2 pedone del nero · a1 torre del nero · b1 re del nero · c1 cavallo del bianco · g1 torre del bianco | b8 torre del bianco · c7 donna del bianco · a4 pedone del nero · d4 cavallo del bianco · a3 torre del nero · b3 alfiere del nero · c3 pedone del nero · d3 re del bianco · a2 pedone del nero · b2 pedone del nero · c2 pedone del nero · g2 pedone del nero · a1 torre del nero · b1 re del nero · c1 cavallo del bianco · g1 torre del bianco | b8 torre del bianco · c7 donna del bianco · a4 pedone del nero · d4 cavallo del bianco · a3 torre del nero · b3 alfiere del nero · c3 pedone del nero · d3 re del bianco · a2 pedone del nero · b2 pedone del nero · c2 pedone del nero · g2 pedone del nero · a1 torre del nero · b1 re del nero · c1 cavallo del bianco · g1 torre del bianco | b8 torre del bianco · c7 donna del bianco · a4 pedone del nero · d4 cavallo del bianco · a3 torre del nero · b3 alfiere del nero · c3 pedone del nero · d3 re del bianco · a2 pedone del nero · b2 pedone del nero · c2 pedone del nero · g2 pedone del nero · a1 torre del nero · b1 re del nero · c1 cavallo del bianco · g1 torre del bianco | b8 torre del bianco · c7 donna del bianco · a4 pedone del nero · d4 cavallo del bianco · a3 torre del nero · b3 alfiere del nero · c3 pedone del nero · d3 re del bianco · a2 pedone del nero · b2 pedone del nero · c2 pedone del nero · g2 pedone del nero · a1 torre del nero · b1 re del nero · c1 cavallo del bianco · g1 torre del bianco | b8 torre del bianco · c7 donna del bianco · a4 pedone del nero · d4 cavallo del bianco · a3 torre del nero · b3 alfiere del nero · c3 pedone del nero · d3 re del bianco · a2 pedone del nero · b2 pedone del nero · c2 pedone del nero · g2 pedone del nero · a1 torre del nero · b1 re del nero · c1 cavallo del bianco · g1 torre del bianco | b8 torre del bianco · c7 donna del bianco · a4 pedone del nero · d4 cavallo del bianco · a3 torre del nero · b3 alfiere del nero · c3 pedone del nero · d3 re del bianco · a2 pedone del nero · b2 pedone del nero · c2 pedone del nero · g2 pedone del nero · a1 torre del nero · b1 re del nero · c1 cavallo del bianco · g1 torre del bianco | b8 torre del bianco · c7 donna del bianco · a4 pedone del nero · d4 cavallo del bianco · a3 torre del nero · b3 alfiere del nero · c3 pedone del nero · d3 re del bianco · a2 pedone del nero · b2 pedone del nero · c2 pedone del nero · g2 pedone del nero · a1 torre del nero · b1 re del nero · c1 cavallo del bianco · g1 torre del bianco | 6 |
| 5 | b8 torre del bianco · c7 donna del bianco · a4 pedone del nero · d4 cavallo del bianco · a3 torre del nero · b3 alfiere del nero · c3 pedone del nero · d3 re del bianco · a2 pedone del nero · b2 pedone del nero · c2 pedone del nero · g2 pedone del nero · a1 torre del nero · b1 re del nero · c1 cavallo del bianco · g1 torre del bianco | b8 torre del bianco · c7 donna del bianco · a4 pedone del nero · d4 cavallo del bianco · a3 torre del nero · b3 alfiere del nero · c3 pedone del nero · d3 re del bianco · a2 pedone del nero · b2 pedone del nero · c2 pedone del nero · g2 pedone del nero · a1 torre del nero · b1 re del nero · c1 cavallo del bianco · g1 torre del bianco | b8 torre del bianco · c7 donna del bianco · a4 pedone del nero · d4 cavallo del bianco · a3 torre del nero · b3 alfiere del nero · c3 pedone del nero · d3 re del bianco · a2 pedone del nero · b2 pedone del nero · c2 pedone del nero · g2 pedone del nero · a1 torre del nero · b1 re del nero · c1 cavallo del bianco · g1 torre del bianco | b8 torre del bianco · c7 donna del bianco · a4 pedone del nero · d4 cavallo del bianco · a3 torre del nero · b3 alfiere del nero · c3 pedone del nero · d3 re del bianco · a2 pedone del nero · b2 pedone del nero · c2 pedone del nero · g2 pedone del nero · a1 torre del nero · b1 re del nero · c1 cavallo del bianco · g1 torre del bianco | b8 torre del bianco · c7 donna del bianco · a4 pedone del nero · d4 cavallo del bianco · a3 torre del nero · b3 alfiere del nero · c3 pedone del nero · d3 re del bianco · a2 pedone del nero · b2 pedone del nero · c2 pedone del nero · g2 pedone del nero · a1 torre del nero · b1 re del nero · c1 cavallo del bianco · g1 torre del bianco | b8 torre del bianco · c7 donna del bianco · a4 pedone del nero · d4 cavallo del bianco · a3 torre del nero · b3 alfiere del nero · c3 pedone del nero · d3 re del bianco · a2 pedone del nero · b2 pedone del nero · c2 pedone del nero · g2 pedone del nero · a1 torre del nero · b1 re del nero · c1 cavallo del bianco · g1 torre del bianco | b8 torre del bianco · c7 donna del bianco · a4 pedone del nero · d4 cavallo del bianco · a3 torre del nero · b3 alfiere del nero · c3 pedone del nero · d3 re del bianco · a2 pedone del nero · b2 pedone del nero · c2 pedone del nero · g2 pedone del nero · a1 torre del nero · b1 re del nero · c1 cavallo del bianco · g1 torre del bianco | b8 torre del bianco · c7 donna del bianco · a4 pedone del nero · d4 cavallo del bianco · a3 torre del nero · b3 alfiere del nero · c3 pedone del nero · d3 re del bianco · a2 pedone del nero · b2 pedone del nero · c2 pedone del nero · g2 pedone del nero · a1 torre del nero · b1 re del nero · c1 cavallo del bianco · g1 torre del bianco | 5 |
| 4 | b8 torre del bianco · c7 donna del bianco · a4 pedone del nero · d4 cavallo del bianco · a3 torre del nero · b3 alfiere del nero · c3 pedone del nero · d3 re del bianco · a2 pedone del nero · b2 pedone del nero · c2 pedone del nero · g2 pedone del nero · a1 torre del nero · b1 re del nero · c1 cavallo del bianco · g1 torre del bianco | b8 torre del bianco · c7 donna del bianco · a4 pedone del nero · d4 cavallo del bianco · a3 torre del nero · b3 alfiere del nero · c3 pedone del nero · d3 re del bianco · a2 pedone del nero · b2 pedone del nero · c2 pedone del nero · g2 pedone del nero · a1 torre del nero · b1 re del nero · c1 cavallo del bianco · g1 torre del bianco | b8 torre del bianco · c7 donna del bianco · a4 pedone del nero · d4 cavallo del bianco · a3 torre del nero · b3 alfiere del nero · c3 pedone del nero · d3 re del bianco · a2 pedone del nero · b2 pedone del nero · c2 pedone del nero · g2 pedone del nero · a1 torre del nero · b1 re del nero · c1 cavallo del bianco · g1 torre del bianco | b8 torre del bianco · c7 donna del bianco · a4 pedone del nero · d4 cavallo del bianco · a3 torre del nero · b3 alfiere del nero · c3 pedone del nero · d3 re del bianco · a2 pedone del nero · b2 pedone del nero · c2 pedone del nero · g2 pedone del nero · a1 torre del nero · b1 re del nero · c1 cavallo del bianco · g1 torre del bianco | b8 torre del bianco · c7 donna del bianco · a4 pedone del nero · d4 cavallo del bianco · a3 torre del nero · b3 alfiere del nero · c3 pedone del nero · d3 re del bianco · a2 pedone del nero · b2 pedone del nero · c2 pedone del nero · g2 pedone del nero · a1 torre del nero · b1 re del nero · c1 cavallo del bianco · g1 torre del bianco | b8 torre del bianco · c7 donna del bianco · a4 pedone del nero · d4 cavallo del bianco · a3 torre del nero · b3 alfiere del nero · c3 pedone del nero · d3 re del bianco · a2 pedone del nero · b2 pedone del nero · c2 pedone del nero · g2 pedone del nero · a1 torre del nero · b1 re del nero · c1 cavallo del bianco · g1 torre del bianco | b8 torre del bianco · c7 donna del bianco · a4 pedone del nero · d4 cavallo del bianco · a3 torre del nero · b3 alfiere del nero · c3 pedone del nero · d3 re del bianco · a2 pedone del nero · b2 pedone del nero · c2 pedone del nero · g2 pedone del nero · a1 torre del nero · b1 re del nero · c1 cavallo del bianco · g1 torre del bianco | b8 torre del bianco · c7 donna del bianco · a4 pedone del nero · d4 cavallo del bianco · a3 torre del nero · b3 alfiere del nero · c3 pedone del nero · d3 re del bianco · a2 pedone del nero · b2 pedone del nero · c2 pedone del nero · g2 pedone del nero · a1 torre del nero · b1 re del nero · c1 cavallo del bianco · g1 torre del bianco | 4 |
| 3 | b8 torre del bianco · c7 donna del bianco · a4 pedone del nero · d4 cavallo del bianco · a3 torre del nero · b3 alfiere del nero · c3 pedone del nero · d3 re del bianco · a2 pedone del nero · b2 pedone del nero · c2 pedone del nero · g2 pedone del nero · a1 torre del nero · b1 re del nero · c1 cavallo del bianco · g1 torre del bianco | b8 torre del bianco · c7 donna del bianco · a4 pedone del nero · d4 cavallo del bianco · a3 torre del nero · b3 alfiere del nero · c3 pedone del nero · d3 re del bianco · a2 pedone del nero · b2 pedone del nero · c2 pedone del nero · g2 pedone del nero · a1 torre del nero · b1 re del nero · c1 cavallo del bianco · g1 torre del bianco | b8 torre del bianco · c7 donna del bianco · a4 pedone del nero · d4 cavallo del bianco · a3 torre del nero · b3 alfiere del nero · c3 pedone del nero · d3 re del bianco · a2 pedone del nero · b2 pedone del nero · c2 pedone del nero · g2 pedone del nero · a1 torre del nero · b1 re del nero · c1 cavallo del bianco · g1 torre del bianco | b8 torre del bianco · c7 donna del bianco · a4 pedone del nero · d4 cavallo del bianco · a3 torre del nero · b3 alfiere del nero · c3 pedone del nero · d3 re del bianco · a2 pedone del nero · b2 pedone del nero · c2 pedone del nero · g2 pedone del nero · a1 torre del nero · b1 re del nero · c1 cavallo del bianco · g1 torre del bianco | b8 torre del bianco · c7 donna del bianco · a4 pedone del nero · d4 cavallo del bianco · a3 torre del nero · b3 alfiere del nero · c3 pedone del nero · d3 re del bianco · a2 pedone del nero · b2 pedone del nero · c2 pedone del nero · g2 pedone del nero · a1 torre del nero · b1 re del nero · c1 cavallo del bianco · g1 torre del bianco | b8 torre del bianco · c7 donna del bianco · a4 pedone del nero · d4 cavallo del bianco · a3 torre del nero · b3 alfiere del nero · c3 pedone del nero · d3 re del bianco · a2 pedone del nero · b2 pedone del nero · c2 pedone del nero · g2 pedone del nero · a1 torre del nero · b1 re del nero · c1 cavallo del bianco · g1 torre del bianco | b8 torre del bianco · c7 donna del bianco · a4 pedone del nero · d4 cavallo del bianco · a3 torre del nero · b3 alfiere del nero · c3 pedone del nero · d3 re del bianco · a2 pedone del nero · b2 pedone del nero · c2 pedone del nero · g2 pedone del nero · a1 torre del nero · b1 re del nero · c1 cavallo del bianco · g1 torre del bianco | b8 torre del bianco · c7 donna del bianco · a4 pedone del nero · d4 cavallo del bianco · a3 torre del nero · b3 alfiere del nero · c3 pedone del nero · d3 re del bianco · a2 pedone del nero · b2 pedone del nero · c2 pedone del nero · g2 pedone del nero · a1 torre del nero · b1 re del nero · c1 cavallo del bianco · g1 torre del bianco | 3 |
| 2 | b8 torre del bianco · c7 donna del bianco · a4 pedone del nero · d4 cavallo del bianco · a3 torre del nero · b3 alfiere del nero · c3 pedone del nero · d3 re del bianco · a2 pedone del nero · b2 pedone del nero · c2 pedone del nero · g2 pedone del nero · a1 torre del nero · b1 re del nero · c1 cavallo del bianco · g1 torre del bianco | b8 torre del bianco · c7 donna del bianco · a4 pedone del nero · d4 cavallo del bianco · a3 torre del nero · b3 alfiere del nero · c3 pedone del nero · d3 re del bianco · a2 pedone del nero · b2 pedone del nero · c2 pedone del nero · g2 pedone del nero · a1 torre del nero · b1 re del nero · c1 cavallo del bianco · g1 torre del bianco | b8 torre del bianco · c7 donna del bianco · a4 pedone del nero · d4 cavallo del bianco · a3 torre del nero · b3 alfiere del nero · c3 pedone del nero · d3 re del bianco · a2 pedone del nero · b2 pedone del nero · c2 pedone del nero · g2 pedone del nero · a1 torre del nero · b1 re del nero · c1 cavallo del bianco · g1 torre del bianco | b8 torre del bianco · c7 donna del bianco · a4 pedone del nero · d4 cavallo del bianco · a3 torre del nero · b3 alfiere del nero · c3 pedone del nero · d3 re del bianco · a2 pedone del nero · b2 pedone del nero · c2 pedone del nero · g2 pedone del nero · a1 torre del nero · b1 re del nero · c1 cavallo del bianco · g1 torre del bianco | b8 torre del bianco · c7 donna del bianco · a4 pedone del nero · d4 cavallo del bianco · a3 torre del nero · b3 alfiere del nero · c3 pedone del nero · d3 re del bianco · a2 pedone del nero · b2 pedone del nero · c2 pedone del nero · g2 pedone del nero · a1 torre del nero · b1 re del nero · c1 cavallo del bianco · g1 torre del bianco | b8 torre del bianco · c7 donna del bianco · a4 pedone del nero · d4 cavallo del bianco · a3 torre del nero · b3 alfiere del nero · c3 pedone del nero · d3 re del bianco · a2 pedone del nero · b2 pedone del nero · c2 pedone del nero · g2 pedone del nero · a1 torre del nero · b1 re del nero · c1 cavallo del bianco · g1 torre del bianco | b8 torre del bianco · c7 donna del bianco · a4 pedone del nero · d4 cavallo del bianco · a3 torre del nero · b3 alfiere del nero · c3 pedone del nero · d3 re del bianco · a2 pedone del nero · b2 pedone del nero · c2 pedone del nero · g2 pedone del nero · a1 torre del nero · b1 re del nero · c1 cavallo del bianco · g1 torre del bianco | b8 torre del bianco · c7 donna del bianco · a4 pedone del nero · d4 cavallo del bianco · a3 torre del nero · b3 alfiere del nero · c3 pedone del nero · d3 re del bianco · a2 pedone del nero · b2 pedone del nero · c2 pedone del nero · g2 pedone del nero · a1 torre del nero · b1 re del nero · c1 cavallo del bianco · g1 torre del bianco | 2 |
| 1 | b8 torre del bianco · c7 donna del bianco · a4 pedone del nero · d4 cavallo del bianco · a3 torre del nero · b3 alfiere del nero · c3 pedone del nero · d3 re del bianco · a2 pedone del nero · b2 pedone del nero · c2 pedone del nero · g2 pedone del nero · a1 torre del nero · b1 re del nero · c1 cavallo del bianco · g1 torre del bianco | b8 torre del bianco · c7 donna del bianco · a4 pedone del nero · d4 cavallo del bianco · a3 torre del nero · b3 alfiere del nero · c3 pedone del nero · d3 re del bianco · a2 pedone del nero · b2 pedone del nero · c2 pedone del nero · g2 pedone del nero · a1 torre del nero · b1 re del nero · c1 cavallo del bianco · g1 torre del bianco | b8 torre del bianco · c7 donna del bianco · a4 pedone del nero · d4 cavallo del bianco · a3 torre del nero · b3 alfiere del nero · c3 pedone del nero · d3 re del bianco · a2 pedone del nero · b2 pedone del nero · c2 pedone del nero · g2 pedone del nero · a1 torre del nero · b1 re del nero · c1 cavallo del bianco · g1 torre del bianco | b8 torre del bianco · c7 donna del bianco · a4 pedone del nero · d4 cavallo del bianco · a3 torre del nero · b3 alfiere del nero · c3 pedone del nero · d3 re del bianco · a2 pedone del nero · b2 pedone del nero · c2 pedone del nero · g2 pedone del nero · a1 torre del nero · b1 re del nero · c1 cavallo del bianco · g1 torre del bianco | b8 torre del bianco · c7 donna del bianco · a4 pedone del nero · d4 cavallo del bianco · a3 torre del nero · b3 alfiere del nero · c3 pedone del nero · d3 re del bianco · a2 pedone del nero · b2 pedone del nero · c2 pedone del nero · g2 pedone del nero · a1 torre del nero · b1 re del nero · c1 cavallo del bianco · g1 torre del bianco | b8 torre del bianco · c7 donna del bianco · a4 pedone del nero · d4 cavallo del bianco · a3 torre del nero · b3 alfiere del nero · c3 pedone del nero · d3 re del bianco · a2 pedone del nero · b2 pedone del nero · c2 pedone del nero · g2 pedone del nero · a1 torre del nero · b1 re del nero · c1 cavallo del bianco · g1 torre del bianco | b8 torre del bianco · c7 donna del bianco · a4 pedone del nero · d4 cavallo del bianco · a3 torre del nero · b3 alfiere del nero · c3 pedone del nero · d3 re del bianco · a2 pedone del nero · b2 pedone del nero · c2 pedone del nero · g2 pedone del nero · a1 torre del nero · b1 re del nero · c1 cavallo del bianco · g1 torre del bianco | b8 torre del bianco · c7 donna del bianco · a4 pedone del nero · d4 cavallo del bianco · a3 torre del nero · b3 alfiere del nero · c3 pedone del nero · d3 re del bianco · a2 pedone del nero · b2 pedone del nero · c2 pedone del nero · g2 pedone del nero · a1 torre del nero · b1 re del nero · c1 cavallo del bianco · g1 torre del bianco | 1 |
|   | a | b | c | d | e | f | g | h |   |

Soluzione:
1. Dh7 !  (zugzwang)

1... bxc1=D 2. Rxc3 ∼ 3. Dxc2#

1... bxc1=T 2. Rxc3 ∼ 3. Dxc2#

1... bxc1=A 2. Re2 ∼  3. Dxc2#

1... bxc1=C+ 2. Re3 ∼  3. Dxc2#

1... Ac4+ 2. Rxc4 ∼ 3. Dxc2#

1... Ag8 2. Ce2+ c1=C+ 3. Txc1#